# Abolboda
Abolboda és un gènere de plantes dins la família Xyridaceae. Són plantes natives d'Amèrica del Sud i de l'illa de Trinidad, generalment en la sabana pantanosa.

## Taxonomia
1. Abolboda abbreviata Malme - Pará al Brasil
2. Abolboda acaulis Maguire - Veneçuela, Guyana
3. Abolboda acicularis Idrobo & L.B.Sm. - Veneçuela, Colòmbia
4. Abolboda americana (Aubl.) Lanj. - Trinidad i Tobago, Colòmbia, Veneçuela, les Guaianes, nord del Brasil
5. Abolboda bella Maguire - Cerro Yapacana a Veneçuela
6. Abolboda ciliata Maguire & Wurdack - Sierra de la Neblina a Veneçuela
7. Abolboda dunstervillei Maguire ex Kral - Cerro Avispa a Veneçuela
8. Abolboda ebracteata Maguire & Wurdack - Veneçuela, Colòmbia
9. Abolboda egleri L.B.Sm. & Downs - Veneçuela, Colòmbia, Pará
10. Abolboda × glomerata Maguire - Veneçuela (A. linearifolia × A. macrostachya)
11. Abolboda grandis Griseb. - Veneçuela, Colòmbia, Guyana, Surinam, nord-oest del Brasil
12. Abolboda granularis (Maguire) L.M.Campb. & Kral - Veneçuela, Colòmbia
13. Abolboda killipii Lasser - Veneçuela, Guyana, Surinam, nord-oest del Brasil
14. Abolboda linearifolia Maguire - Estat de l'Amazones al sud de Veneçuela
15. Abolboda macrostachya Spruce ex Malme - Veneçuela, Guyana, Surinam, Brasil
16. Abolboda neblinae Maguire - Sierra de la Neblina a Veneçuela, nord-oest del Brasil
17. Abolboda paniculata Maguire - Veneçuela, nord-oest del Brasil
18. Abolboda poarchon Seub. - Brasil, Paraguai
19. Abolboda pulchella Humb. & Bonpl. - Veneçuela, Colòmbia, les Guaianes, Brasil
20. Abolboda scabrida Kral - Cerro Aracamuni a Veneçuela
21. Abolboda sprucei Malme - Colombia, estat de l'Amazones al sud de Veneçuela
22. Abolboda uniflora Maguire - Cerro Duida a Veneçuela

## Abans inclosos en aquest gènere
- Abolboda ptaritepuiana Steyerm. (sinònim d' Orectanthe ptaritepuiana)
- Abolboda sceptrum Oliv. (sinònim d' Orectanthe sceptrum)